# Panama City, Florida
Panama City là thành phố quận lỵ quận Bay, tiểu bang Florida, Hoa Kỳ. Thành phố nằm dọc theo xa lộ liên bang 98, là thành phố lớn nhất giữa Tallahassee và Pensacola. Nó là lớn hơn (theo dân số) trong hai thành phố chính của khu vực thống kê đô thị thành phố Panama- Lynn Haven, Florida. Theo điều tra dân số 2010, dân số thành phố là 36.484 người. Khi Panama thành phố được thành lập vào năm 1909, thành phố giới hạn ban đầu của nó là đường 15 (Hwy 98) về phía bắc, Balboa Avenue về phía tây và Bay Avenue về phía đông.  Thành phố Panama nằm trong Florida Panhandle và dọc theo bờ biển Emerald. Theo Cục Điều tra Dân số Hoa Kỳ, thành phố giới hạn bao gồm một diện tích 35,4 dặm vuông (91,8 km²), trong đó 29,3 dặm vuông (75,8 km²) là đất và 6,2 dặm vuông (16,0 km²), tương đương 17,39%, là nước. 